# Dani Wilde
Danielle Christina Wilde (Hullavington, 25 agosto 1985) è una cantautrice e chitarrista britannica.

## Biografia
Dopo essersi laureata Dani Wilde ha firmato un contratto discografico con la Ruf Records nel settembre 2007, pubblicando il suo album di debutto Heal My Blues l'anno seguente. Tra il 2011 e il 2013 si è esibita in oltre 300 concerti, che hanno toccato Europa, America ed Africa. Ai British Blues Awards 2015 ha vinto due premi e dal 2015 al 2016 è stata editrice del Classic Rock con la sezione Wilde About The Blues, in cui ha celebrato i successi delle donne nel blues. Il suo brano R U Sweet On Me è stato inserito nella colonna sonora delle serie Aquarius.

## Discografia

### Album in studio
- 2008 – Heal My Blues
- 2011 – Shine
- 2011 – Girls With Guitars
- 2012 – Juice Me Up
- 2015 – Songs About You

### Album dal vivo
- 2012 – Girls With Guitars Live
- 2017 – Live at Brighton Road

### Singoli
- 2012 – R U Sweet On Me
- 2013 – Loving You
- 2013 – Love Hurts
- 2017 – Deeper Than Black
- 2020 – Howling At The Moon